# Loßburg
Loßburg è un comune tedesco di 7 798 abitanti, situato nel land del Baden-Württemberg.